# 猪の倉温泉
猪の倉温泉（いのくらおんせん）は、三重県津市白山町佐田にある温泉。温泉施設を運営していた猪の倉は、2023年（令和5年）9月に破産した。

## 泉質
- 単純温泉（メタケイ酸含有）、水素イオン濃度（PH）9.7、泉温 19.7℃（使用位置 42℃）[2]。

## 温泉地
日帰り入浴施設「しらさぎ苑」と宿泊温泉施設「ふよう荘」があった。2022年（令和4年）5月にしらさぎ苑を休業し、2023年（令和5年）2月にふよう荘も臨時休館に移行した。しらさぎ苑の休業後、ふよう荘で日帰り入浴を受け付けていた。
山間の温泉施設で歓楽的なものはなかったが、「めだか館」というメダカ・山野草の展示販売場、イチゴ・ブルーベリー狩りができる「いのさん農園」、グラウンドゴルフ場、バーベキュー場、体験工房などの施設があった。
元は第三セクターが運営していたが、民間企業の猪の倉（2004年9月設立）が買収し、2005年（平成17年）に民営化した。最盛期の2009年（平成21年）には5.2億円の収入があった。従前からの観光客減少や施設老朽化に加え、新型コロナウイルス感染症の流行による客数の大幅減が直撃し、ゼロゼロ融資や雇用調整助成金による建て直しを図ったが、資金繰りの悪化により従業員への給料未払いや取引先への支払い遅延が発生し、ふよう荘休館以降は実質的に事業を停止していた。約8.8億円の負債を抱え、2023年（令和5年）9月5日に津地方裁判所が破産開始決定した。土地の所有者は津市で、津市長の前葉泰幸は「温泉施設として再生が図られることが望ましい」と同年10月4日の記者会見で表明した。
- 桜の名所で4月に桜祭りが開かれていた。
- 6月には蛍が見ることができる。

## 交通アクセス
自動車
- 伊勢自動車道 久居インターチェンジより国道165号を西へ約30分[1]。駐車場は300台分あった[1]。

鉄道（近鉄）
- 大阪線榊原温泉口駅下車、送迎バス5分[1]
- 近鉄名古屋線久居駅下車、送迎バス30分（宿泊者限定、1便のみ）[1]